# Ladern-sur-Lauquet
Ladern-sur-Lauquet település Franciaországban, Aude megyében. Lakosainak száma 257 fő (2022. január 1.). Ladern-sur-Lauquet Fajac-en-Val, Greffeil, Leuc, Mas-des-Cours, Saint-Hilaire, Verzeille, Villar-en-Val és Villefloure községekkel határos.

## Népesség
A település népessége az elmúlt években az alábbi módon változott:
| Lakosok száma | 201  | 184  | 199  | 250  | 259  | 267  | 266  | 267  | 268  | 257  |
|               | 1968 | 1982 | 1990 | 2006 | 2013 | 2015 | 2017 | 2019 | 2020 | 2022 |